# Apollo nelle arti

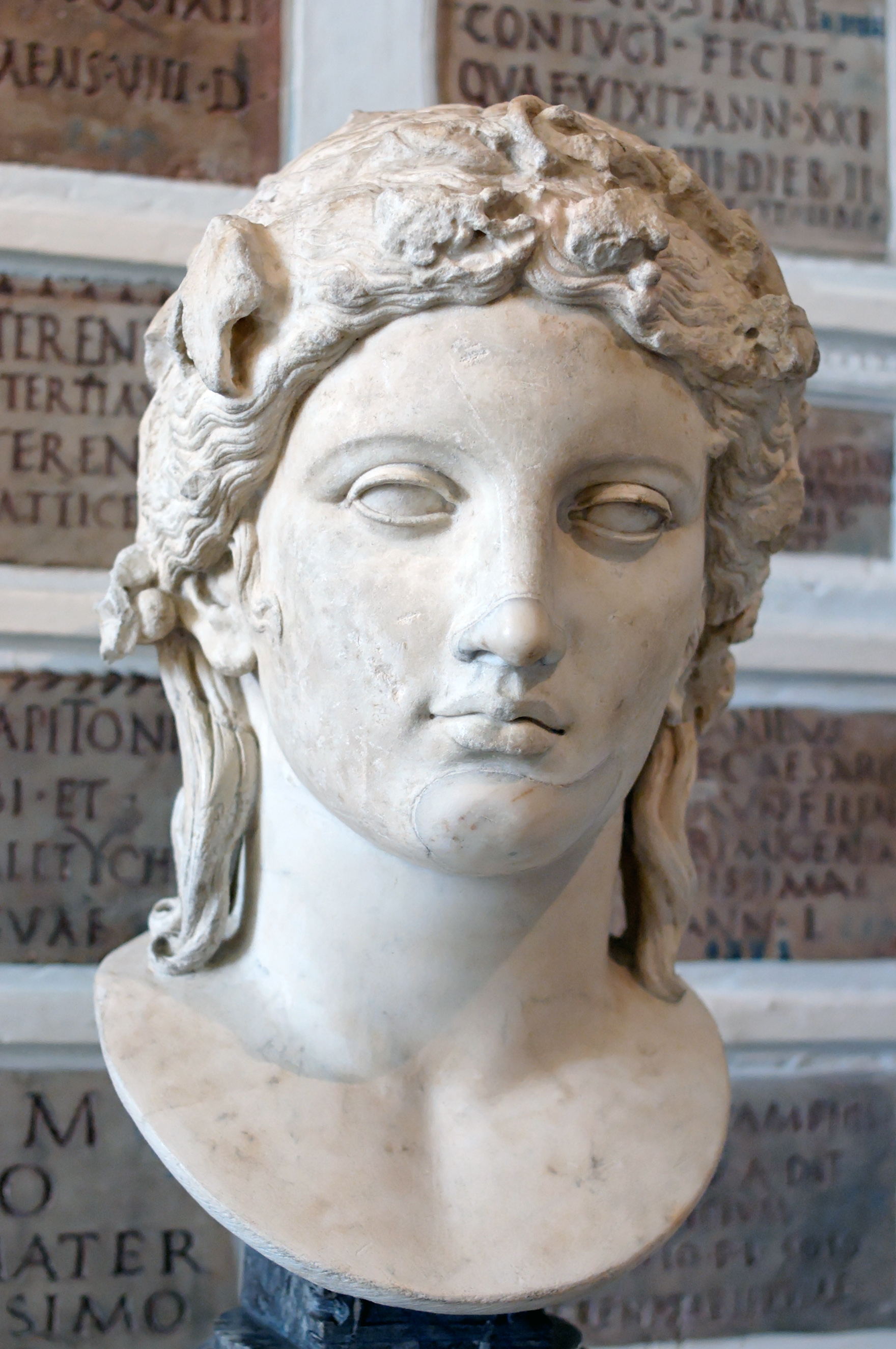
Busto del tipo "Apollo di Anzio", copia romana di un originale greco del IV secolo a.C. Conservata ai musei capitolini a Roma e già facente parte della collezione Albani.

La figura di Apollo nelle arti è un tema comune sia nell'arte greca sia nell'arte romana, ma anche nell'arte rinascimentale. La prima parola che gli antichi Greci hanno utilizzato per indicare una statua è ἄγαλμα-agalma, che significa "ornamento del tesoro, simulacro del divino, immagine informe". Gli scultori arcaici e classici hanno cercato di creare forme che avessero ispirato una tale visione guida, quella cioè di un'immagine divina che facesse da ornamento.
La scultura greca mette fin dal principio Apollo, il dio della luce, della guarigione e della poesia, al più alto livello di potenza estetica che si potesse immaginare, dovendo egli rappresentar il concetto esemplare della Bellezza del "dio giovane" per eccellenza. Gli artisti hanno derivato le proprie figure a partire da osservazioni compiute sugli esseri umani, ma anche giungendo ad incorporare in forma concreta i concetti più ideali, le questioni della filosofia e della religione che rimanevano al di là del pensiero ordinario.

## Nudità divina
I corpi nudi delle statue sono stati presto associati con un effettivo culto del corpo, del fisico giovane maschile, soprattutto in campo sportivo (vedi nudità atletica) ma anche militare (vedi nudo eroico); tutte attività ricollegate in qualche modo alla "moralità" della Polis: aveva di fatto una funzione essenzialmente religiosa.
I petti e gli arti muscolosi in combinazione con una vita sottile indicano il desiderio Greco per la salute e le capacità fisiche in senso lato, qualità necessarie nel duro ambiente di vita del mondo antico. Le statue di Apollo desiderano incarnare la perfezione assoluta data dall'armonia e dall'equilibrio, fino al punto da ispirar soggezione di fronte al "senso del Bello" che emanano.

## Arte e filosofia
Il terzo degli inni omerici è dedicato espressamente ad Apollo.
L'evoluzione dell'arte ellenica sembra andare in parallelo con le concezioni della filosofia greca, che si è trasformata dall'iniziale filosofia naturale di Talete alla teoria più metafisica di Pitagora. Talete era alla ricerca di una semplice forma materiale direttamente percepibile dai sensi, quale principio del mondo che sta dietro l'apparenza delle cose; teoria ricollegabile in certo qual modo all'ancestrale animismo. Questo si è verificato parallelamente anche nell'arte della scultura la quale va dalla rappresentazione massima della vira vigorosa attraverso forme innaturalmente semplificate.
Pitagora credeva che dietro all'apparenza delle cose vi fosse il principio permanente della matematica e che le forme si basavano pertanto su una relazione matematica trascendentale. Le forme terrene sono imitazioni imperfette (εἰκόνες, eikones-immagini) di un mondo sovraterreno composto dai numeri e dalle loro leggi. Le sue idee hanno avuto una grande influenza sull'arte post-arcaica,con gli architetti e gli scultori nella perenne ricerca di trovare la relazione matematica esatta interna alle cose materiali, un canone estetico il quale avrebbe portato alla perfezione realizzativa delle opere.
Anassagora ha affermato che una ragione divina, una mente superiore, ha prodotto i semi dell'universo, in seguito Platone ha esteso la credenza greca nei riguardi delle forme ideali nella sua teoria metafisica, la dottrina dell'idea: le forme terrene, nessuna esclusa, sono duplicati imperfetti delle idee celesti intellettuali. I termini οἶδα, oida-sapere, ed εἶδος-eidos, hanno la stessa radice della parola ἰδέα-idea, il che indica come la mente Greca ne abbia via via spostato il significato dai sensi ai principi che stanno oltre ad essi.
Gli artisti del tempo di Platone si allontanarono presto dalle sue teorie, creando opere che sono una miscela di naturalismo e stilizzazione; gli scultori greci hanno considerato esser i sensi molto più importanti delle idee e le proporzioni sono state usate per unire il sensibile con l'intellettuale.

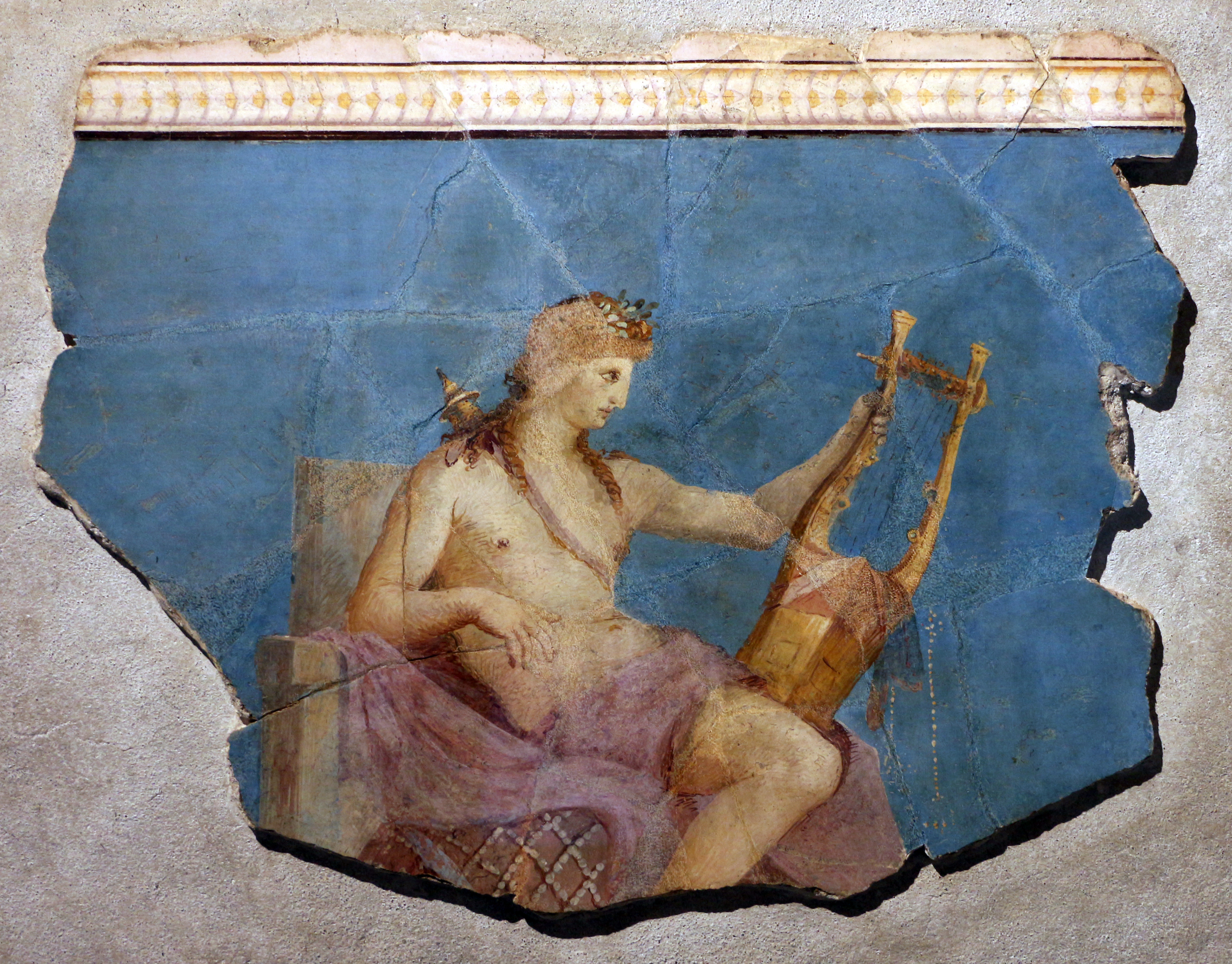
Apollo con la lira, frammento di affresco dalle vicinanze della casa di Augusto, al Museo Palatino di Roma.

## Storia
L'evoluzione della scultura, dalla scultura greca arcaica alla scultura ellenistica può anche essere osservata nelle raffigurazioni del dio solare, dal tipo formale e quasi statico, ieratico, del Kouros (κοῦρος-ragazzo) del primo periodo arcaico, fino alla rappresentazione del movimento in un insieme maggiormente armonico del periodo successivo dato stile severo.
Nella Grecia classica l'enfasi non è più data alla realtà immaginativa illusoria rappresentata dalle forme più ideali, bensì dalle analogie ed interazioni delle varie parti prese singolarmente col tutto; una metodologia di lavorazione che risale alla scuola di Policleto e tramandata tramite il celebre canone di Policleto sulle proporzioni dell'anatomia umana.
Infine Prassitele sembra aver liberato definitivamente la forma artistica (quindi anche e soprattutto le immagini degli dèi) dalla conformità religiosa, con opere che sono una miscela di naturalismo e stilizzazione.

### Scultura arcaica
"Kouroi-giovani maschi" è il termine collettivo moderno che viene dato a quelle raffigurazioni di giovani maschi nudi in piedi che appaiono nel primo periodo arcaico greco. Questa tipologia di statuaria serviva ad alcuni bisogni religiosi ed è stato proposto che fossero inizialmente pensate per essere raffigurazioni di Apollo. Già nei loro primi esempi, la formalità della posizione sembra essere correlata con la precedente arte egizia (braccia penzoloni lungo i fianchi e gambe divaricate) e ciò è accettato come esser stato fatto di proposito.
Gli scultori hanno avuto in mente chiara l'dea di ciò che rappresentasse al meglio la giovinezza, incarnandolo con lo stile ieratico della statuaria faraonica, aggiungendovi di proprio il cosiddetto sorriso arcaico indice di buone maniere, il passo fermo ed elastico, l'equilibrio del corpo che emana la dignità e felicità giovanile caratteristiche di Apollo; quando hanno cercato di descrivere le qualità più stabili dell'uomo, lo hanno fatto per mostrare le radici comuni con gli dèi immortali ed immutabili.
L'adozione di un tipo riconoscibile standard per un lungo periodo di tempo, si è probabilmente verificata in quanto in natura sopravvive di preferenza chi si adatta maggiormente e più favorevolmente al proprio ambiente di appartenenza, ma anche a causa della credenza generale greca che il mondo tutto si esprima in forme ideali che si possano immaginare ed attraverso ciò venir rappresentate. Le forme esprimono immortalità/immutabilità, equilibrio ed ordine, tutti ideali apollinei; il suo principale santuario di Delfi, che condivideva con Dioniso durante la stagione invernale, aveva nel suo frontone d'ingresso le iscrizioni che recitavano γνῶθι σεαυτόν (gnōthi seautón-conosci te stesso); μηδὲν ἄγαν (mēdén ágan-niente in eccesso) e ἐγγύα πάρα δ'ἄτη (eggýa pára d'atē-fare una promessa è quasi malizia).
Nelle prime raffigurazioni su larga scala durante il periodo arcaico precoce (640-580 a.C.) gli artisti hanno cercato di attirare l'attenzione dello spettatore verso uno sguardo per così dire interno del viso e del corpo i quali non erano mai rappresentati come semplici masse di materia prive di vita, bensì come esseri che ne erano ricolmi. Gli antichi Greci hanno mantenuto, fino alla loro civiltà più tarda, un'idea quasi animistica nei confronti delle statue, che in un certo senso consideravano vive: questo incarnava la convinzione che l'immagine era in qualche modo a realtà spirituale dell'uomo o del dio stesso.
Un bell'esempio di tali convinzioni è costituito dal cosiddetto kouros della porta sacra, ritrovato nel cimitero nei pressi di Dipylon, il futuro Ceramico ad Atene; la statua viene qui ad essere la "cosa in sé", il suo viso magro con gli occhi profondi esprime una sorta di "eternità intellettuale". Secondo la tradizione greca il ceramografo e vasaio detto maestro del Dipylon era conosciuto anche sotto il nomignolo di Dedalo in quanto nelle figure da lui realizzate gli arti parevano quasi librarsi liberati dal resto del corpo, dando così la netta impressione che potessero muoversi; si ritiene inoltre sia stato lui a creare l'esemplare conservato a New York il quale è la più antica statua del tipo kouros conservatasi integralmente e che pare esser l'incarnazione stessa del dio.
L'idea animistica di rappresentazione della realtà immaginativa è ufficializzata sa nell'opera poetica di Omero che della totalità della mitologia greca, ma anche nei miti relativi alla civiltà minoica, quelli del dio Efesto (realizzatore delle armature divine) e di Dedalo (il costruttore del labirinto) i quali avrebbero dato vita alle immagini create (vedi scultura dedalica). Questo tipo di arte risale ad un periodo in cui il tema principale è stato la rappresentazione del movimento in un dato momento; queste statue, in una posizione eretta e senza alcun sostegno di sorta, erano solitamente in marmo, ma la loro forma poteva esser ben resa anche in pietra calcarea, bronzo, avorio e terracotta.
I primi esempi di statue a grandezza naturale di Apollo, possono essere considerati le due immagini presenti all'interno del santuario del dio sull'isola di Delo.

### Ellenismo
Durante il periodo ellenistico Apollo viene spesso raffigurato come un bel giovane ancora del tutto imberbe con un arco o una cetra tra le mani, solitamente appoggiato al tronco di un albero; si tratta della tipologia detta dell'Apollo citaredo, conosciuto anche attraverso le sue varianti di Apollo sauroctono e Apollo Licio.
Il celebre Apollo del Belvedere è una scultura marmorea rinvenuta nella seconda metà del '400; per secoli ha riassunto gli ideali dell'antichità classica per gli europei, dal Rinascimento fino a tutto il XIX secolo: la statua di marmo è una copia romana di epoca ellenistica di un originale in bronzo eseguito da Leocare tra il 350 e il 325 a.C.

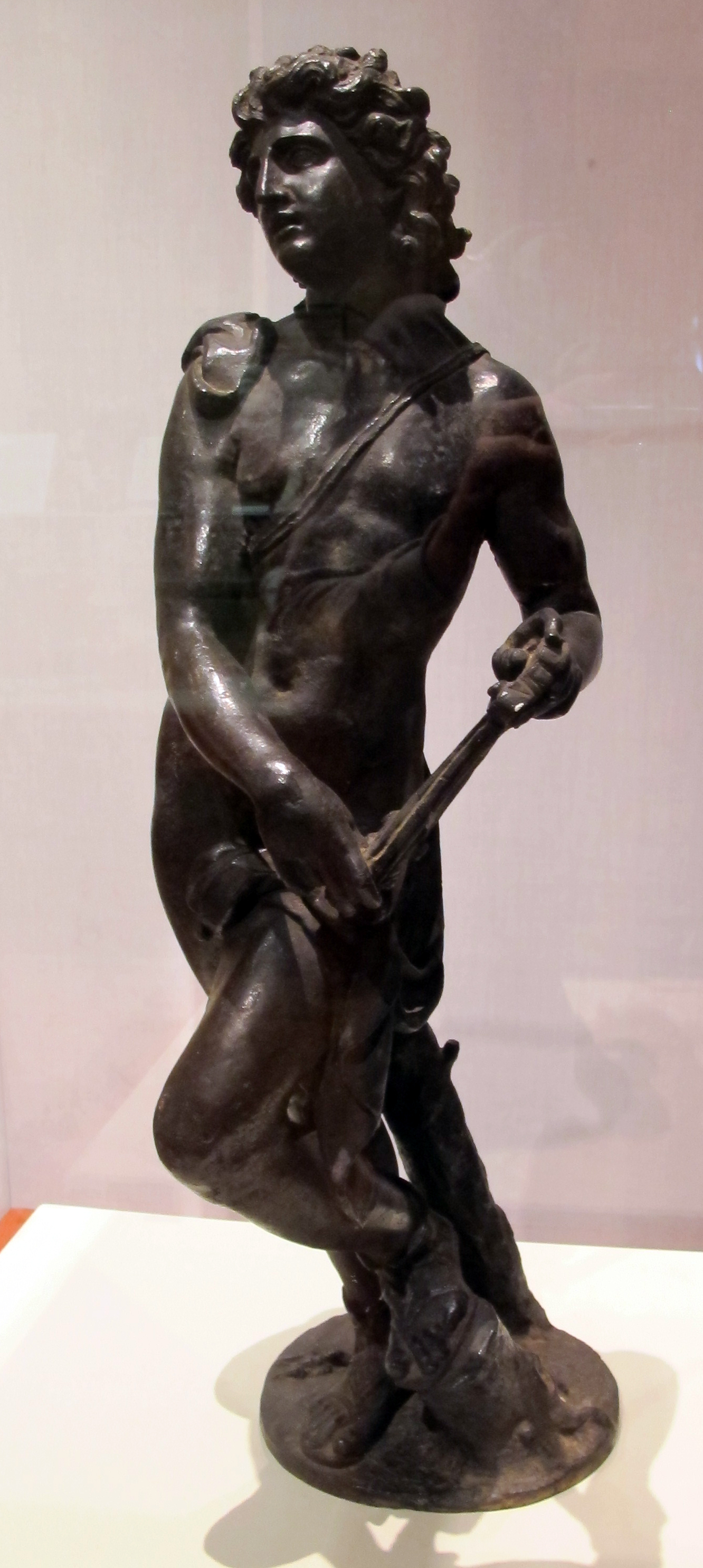
Bronzetto di Apollo, scuola veneta del XVI secolo. Conservato a palazzo Bonacossi a Ferrara.

## Nella modernità
Apollo è stato un soggetto rappresentato spesso nell'arte e nella letteratura post-classica.

### Scultura e incisione
Il David-Apollo è una scultura marmorea di Michelangelo Buonarroti risalente a circa il 1530, ma rimasta incompiuta.

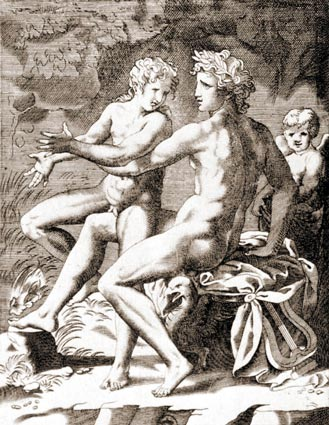
"Apollo e Giacinto" di Jacopo Caraglio.

Jacopo Caraglio ha creato alcune incisioni su alcuni episodi della vita del dio, come quello riguardante il suo amore nei confronti del principe spartano adolescente Giacinto.
Nel 1591 l'artista fiorentino Pietro Francavilla realizza "Apollo vittorioso su Pitone" raffigurante la prima vittoria del dio quando uccise a colpi di freccia il temibile serpe Pitone che infestava i dintorni di Delfi, intravisto mentre giace morto ai suoi piedi.
Nel 1623 Gian Lorenzo Bernini scolpisce il suo Apollo e Dafne.
William Blake nel 1809 illustrò l'ode di John Milton On the Morning of Christ's Nativity ("Mattina del Natale di Cristo", 1629) con un acquerello che ritrae "Il rovesciamento di Apollo e dei pagani"; la figura del dio è una combinazione tra l'Apollo Belvedere e il personaggio di Laocoonte.

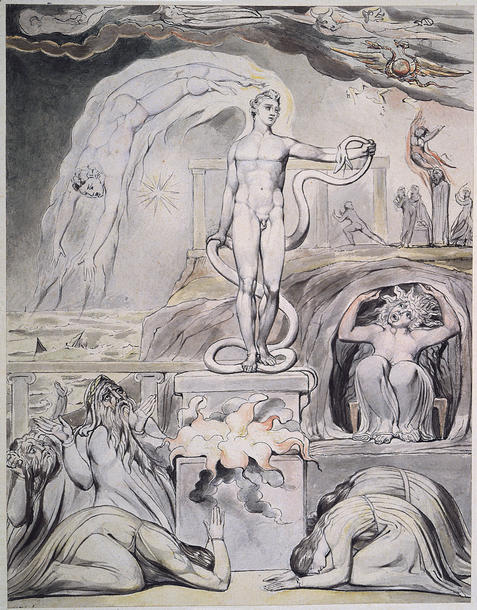
"Il rovesciamento di Apollo e dei pagani", illustrazione di William Blake.

### Pittura
Del 1470-80 circa è Apollo e Dafne attribuito a Piero del Pollaiolo o in alternativa al fratello Antonio del Pollaiolo.
Del 1483 è Apollo e Dafni (titolo tradizionale Apollo e Marsia) del Perugino.
Del 1508 è l'affresco Apollo e Marsia di Raffaello Sanzio e facente parte della decorazione della volta della Stanza della Segnatura nei Musei Vaticani.
Del 1507-09 è il Giudizio di Mida tra Apollo e Marsia di Cima da Conegliano.
Il tramonto del sole di François Boucher (1752).

### Poesia e musica
Il poeta romantico inglese Percy Bysshe Shelley compose nel 1820 un Inno rivolto ad Apollo.
Apollo et Hyacinthus è un intermezzo di Wolfgang Amadeus Mozart del 1767.
La nascita del dio e le istruzioni da lui date alle Muse sono stati oggetto del balletto neoclassico di Igor' Stravinskij intitolato Apollon musagète del 1928.

### Filosofia e psicologia
In una discussione più generale sulle arti, talvolta viene fatta una distinzione tra l'apollineo e dionisiaco; il primo si occupa d'imporre una qual certo ordine intellettuale agli impulsi umani, mentre il secondo li utilizza ancor grezzi per produrre una creatività maggiormente caotica. Il filosofo tedesco Friedrich Nietzsche, nella sua riflessione sullo spirito dionisiaco, sosteneva che una fusione delle due concezioni di vita fosse più che mai desiderabile.
Per Carl Gustav Jung l'"archetipo di Apollo" rappresenta quello che viene inteso come disposizione delle persone ad un'iper-intellettualizzazione, mantenendo al contempo una forte distanza emotiva.

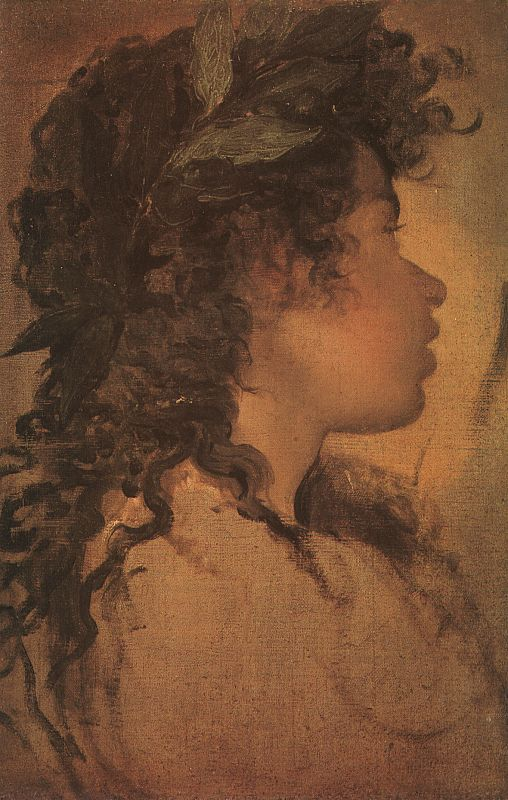
Studio per la testa di Apollo (1630), di Diego Velázquez.